# Эксперимент «Офис»
«Эксперимент „Офис“» (англ. The Belko Experiment, оригинальное название — «Эксперимент „Белко“») — американский фильм ужасов, снятый Грегом Маклином. Мировая премьера кинокартины состоялась 10 сентября 2016 года на кинофестивале в Торонто, а российская — 6 июля 2017 года.
Фильм рассказывает о 80 сотрудниках международной корпорации «Белко», которые оказываются заблокированы в многоэтажном офисном здании в Колумбии. Кинолента получила смешанные отзывы от кинокритиков и собрала 10 миллионов долларов при бюджете в 5 миллионов.

## Сюжет
Майк Милч уже около года работает в международной некоммерческой корпорации «Белко», чей офис расположен неподалеку от Боготы, столицы Колумбии. Утром у въезда на территорию офисного здания он замечает новую охрану, которая пришла на замену местной колумбийской. Чуть позже он также видит, что всех местных сотрудников отправили домой. Тем временем новая сотрудница «Белко» Дэни Уилкинс приступает к первому рабочему дню. Ей рассказывают о том, что каждому работнику вживляют в затылок отслеживающее устройство, так как в Колумбии часто похищают людей.
Майк рассказывает сидящему внизу главному охраннику Эвану Смиту о замеченной им странности — новые охранники иногда заходят в ангар, расположенный напротив офисного здания. Эван теряется в догадках — он не знает причины смены своих сотрудников, однако обещает разобраться в происходящем, когда связь прерывается.
По всему зданию раздаётся Голос, который приказывает оставшимся 80 американским работникам убить двоих из них в течение 30 минут, иначе будет больше убитых, которых выберут наугад. Некоторые принимают это за шутку, другие пытаются покинуть здание, однако поднявшиеся стальные створки не позволяют этого сделать. Работники игнорируют приказ Голоса, тогда у четверых взрываются головы. Майк понимает, что вживленные маячки — взрывные устройства и пытается удалить свой, орудуя канцелярским ножом перед зеркалом в туалете. Однако это замечает Голос и останавливает его. Затем он приказывает убить 30 сотрудников в течение двух часов, иначе будут наугад убиты 60. Работники делятся на две группы: одну, которая пытается найти мирный выход из ситуации, возглавляет Майк, а вторую, которая слушается Голоса, его начальник — исполнительный директор Барри Норрис. Вместе с коллегами он пытается вскрыть дверь оружейной газовым резаком, так как Эван, чей друг погиб одним из первых, отказывается отдать ключи. Майк сотоварищи случайно замечает попытку проникнуть в оружейную, и, не убедив Барри остановиться, несколько раз стреляет в газовый аппарат, выводя его из строя.
Группа Майка пытается вывесить плакат с просьбой о помощи с крыши здания, однако по ним начинает стрелять новая охрана, а Голос приказывает выбросить плакат. В это время Барри со своей группой убивает Эвана и забирает ключи от арсенала с оружием, после чего приказывает всем сотрудникам собраться вместе. Он выбирает 30 будущих жертв, включая Майка. Спрятавшаяся от всех Дэни, увидев это, отключает свет. Начинается кровавая борьба между группами. По окончании отведённых двух часов Голос информируют о том, что было убито 29 работников, поэтому он убивает ещё 31 и говорит, что в последнем этапе выживет и победит тот, кто убьёт больше всех. Барри начинает убивать всех подряд. Один из выживших сотрудников по имени Марти собирает взрывающиеся устройства из голов погибших, однако его убивают, а устройства забирает Майк. Барри убивает всех оставшихся сотрудников, кроме Майка. Между ними завязывается схватка, в ходе которой Майк проламывает Барри голову ленточным дозатором. После этого здание разблокируют, и охрана уводит Майка в ангар, где находится Голос, который говорит ему, что они проводят эксперимент по изучению поведения людей.
Майк сначала бросается на человека, а потом делает рывок к пульту управления и активирует все тумблеры взрывающихся устройств, кроме своего. Оказывается, что он незаметно подсунул устройства в карманы всем присутствующим, пока пытался вырваться. Взрывы ранят всех вокруг, а Майк подбирает оружие и добивает оставшихся в живых. Когда Майк выходит из ангара, оказывается, что за ним всё ещё наблюдают. Помимо экрана с его изображением есть ещё множество таких же, на которых видны другие люди, выжившие в своих экспериментах. Новый голос объясняет, что первый этап завершился и начался второй.

## В ролях
| Актёр                  | Роль            |
| ---------------------- | --------------- |
| Джон Галлахер мл.      | Майк Милч       |
| Тони Голдуин           | Барри Норрис    |
| Адриа Архона           | Леандра Флорес  |
| Джон К. Макгинли       | Уэнделл Дьюкс   |
| Мелони Диас            | Дэни Уилкинс    |
| Оуайн Йомен            | Тэрри Уинтер    |
| Шон Ганн               | Марти Эспеншейд |
| Брент Секстон          | Винс Агостино   |
| Джош Бренер            | Кит Маклюр      |
| Дэвид Дастмалчян       | Лонни Крэйн     |
| Дэвид Дель Рио         | Роберто Херес   |
| Грегг Генри            | Голос           |
| Майкл Рукер            | Бад Мэлкс       |
| Расти Швиммер          | Пэгги Дисплазиа |
| Гейл Бин               | Леота Хайнек    |
| Джеймс Эрл             | Эван            |
| Абрахам Бенруби        | Чет Валинкурт   |
| Стивен Блэкхарт        | Роберт Киркланд |
| Бенджамин Байрон Дэвис | Антонио Фаулер  |
| Рикардо Хойос          | Эван Смит       |

## Критика
Фильм получил смешанные отзывы от кинокритиков. На сайте Rotten Tomatoes кинолента имеет рейтинг 55 % на основе 109 рецензий, а её средний балл составляет 5,6 из 10. На Metacritic фильм получил 44 балла из 100 на основе 21 рецензии, что считается смешанным или средним приёмом.